# Twice (album)
Twice è uno split CD che vide la compresenza del gruppo musicale italiano Infernal Poetry e i parmensi, allora compagni d'etichetta, Dark Lunacy.
Pubblicato nel gennaio 2003 per l'etichetta Fuel Records/Self, lo split contiene 2 brani e un videoclip per ciascun gruppo musicale, rispettivamente 'Hellspawn' degli Infernal Poetry e 'Dolls' dei Dark Lunacy.

## Tracce

### Infernal Poetry
1. The Punishment - 5:10
2. The Frozen Claws of Winter - 4:21

### Dark Lunacy
1. Defaced - 06:06
2. Die To Reborn - 05:52